# Cavia (Castella i Lleó)
|  | Per a altres significats, vegeu «Cavia (gènere)». |

Cavia és un municipi de la província de Burgos a la comunitat autònoma de Castella i Lleó. Forma part de la comarca d'Alfoz de Burgos.

## Demografia
| 1991 | 1996 | 2001 | 2004 |
| ---- | ---- | ---- | ---- |
| 202  | 239  | 240  | 255  |